# Franz Vältl

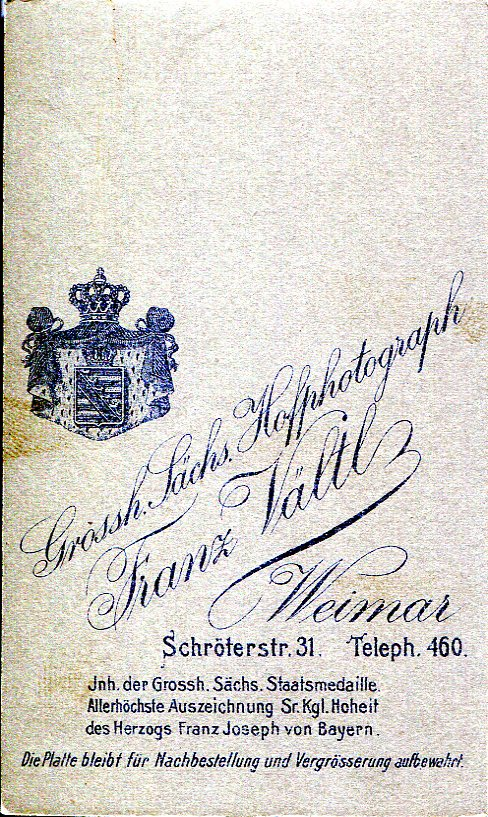
Revers

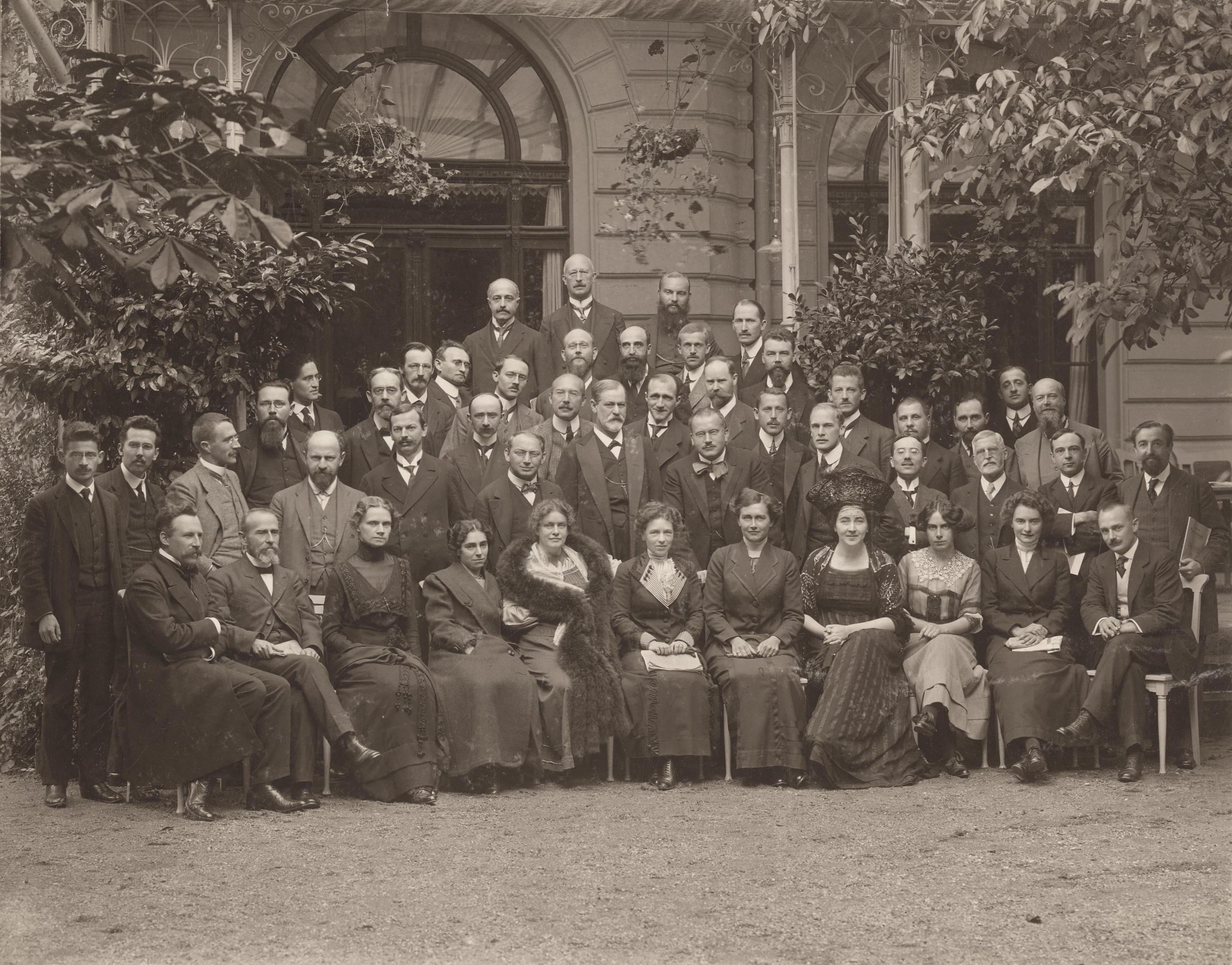
Vältls Foto des Psychoanalytischen Kongresses 1911 in Weimar

Franz Xaver Vältl (geboren 18. November 1881 in Lindkirchen; gestorben 30. Dezember 1953 in Weimar) war ein deutscher Fotograf und vor 1919 Hoffotograf in Weimar.

## Leben
Franz Vältl war ein uneheliches Kind der Schullehrerstochter Franziska Vältl. Er hatte seit 1908 ein eigenes Atelier in Weimar und war später Obermeister der Fotografen-Innung. Als Louis Held sich 1905 mit dem Großherzog Wilhelm Ernst überwarf, wurde Vältl zum neuen Hoffotografen ernannt.
Vältl war einer der Pioniere der Kleinbildfotografie, insbesondere mit der Leica Camera, und gab Spezialkurse zur Ausbildung von Fachfotografen in der Kleinbildtechnik an der Großherzoglich-Sächsischen Kunstschule Weimar.
Vältl hatte 1911 beim Dritten Psychoanalytikerkongress in Weimar den Auftrag, ein Gruppenfoto zu machen, auf dem Sigmund Freud und Carl Gustav Jung (noch) nebeneinander zu sehen sind.
Vältl war Träger der Großherzoglichen Staatsmedaille.

## Werke (Auswahl)
- Führer durch Weimar. Mit 12 Bildern nach photographischen Aufnahmen von Franz Vältl und einem Stadtplan. Leonard Schrickel, 1924.
- Das Leica-Portrait.